# Pine Ridge, Collier County, Florida
Pine Ridge är en ort i Collier County i delstaten Florida, USA.